# Emilie Mayer

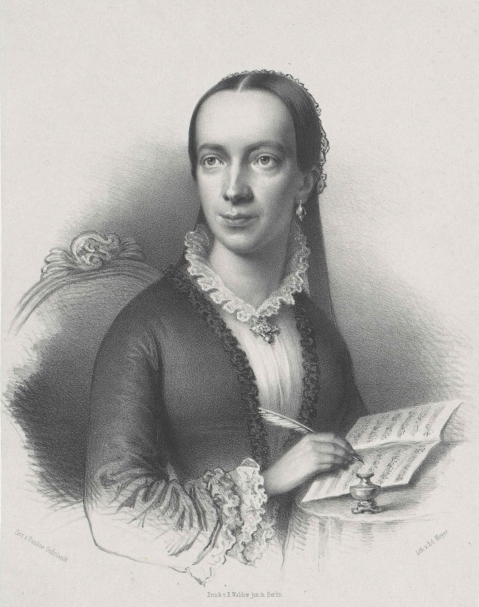
Emilie Mayer

Emilie Luise Friederika Mayer (14 de maio de 1812, Friedland (Mecklenburg) — 10 de abril de 1833, Berlim) foi uma compositora alemã.
Altamente celebrada em seu tempo, era amplamente considerada como o "Beethoven feminino". 

## Obra
Emilie Mayer deixou uma extensa obra musical, descrita detalhadamente por Almut Runge-Woll, com indicações de localização dos originais e edições existentes.  Ela Compôs oito sinfonias, doze quartetos de cordas, música de câmara para piano, quinze aberturas de concerto, sonatas para violino e para violoncelo, obras para piano, Die Fischerin, Singspiel baseado em obra de Goethe, canções e coros a quatro vozes. Após sua morte, suas composições foram amplamente esquecidas e só foram redescobertas em pesquisas nos últimos anos.  Diversas obras inéditas foram publicadas recentemente, entre outras pelas editoras Furore-Verlag de Kassel, Ries &amp; Erler de Berlim e Edição Massonneau de Schwerin.

## Honrarias
A rainha Elisabeth da Prússia concedeu-lhe uma Condecoração. Foi nomeada Membro de Honra da Sociedade Filarmônica de Munique.